# Vieux Sané
Vieux Yakhya Sané (* 4. August 1989 in Diourbel) ist ein senegalesischer ehemaliger Fußballspieler.

## Karriere
Sané stammt aus dem Nachwuchs des heimischen Erstligisten Diambars FC und begann seine Profikarriere 2011 beim norwegischen Klub Tromsø IL und spielte anschließend für FK Bodø/Glimt und die Franzosen von Stade Brest. In der Sommertransferperiode 2016 wurde er vom türkischen Erstligisten Bursaspor verpflichtet. Hier spielte er in der Hinrunde nur dreimal im Pokal und wechselte dann für anderthalb Jahre als Leihgabe zu AJ Auxerre. Anschließend war er ein Jahr ohne neuen Verein. Im Sommer 2019 schloss er sich dann dem belgischen Erstligisten KV Oostende an. Dort war er ein Jahr aktiv und nach kurzer Vereinslosigkeit bestritt er die Saison 2021 für Brann Bergen in Norwegen. 2022 fand er keinen neuen Verein mehr.

## Erfolge
- Norwegischer Zweitligameister: 2013